# ジャーラッラー・アル＝マッリー
ジャーラッラー・アル＝マッリー（アラビア語: جار الله المري、Jarallah Al-MarriまたはJaralah Al Marri、1988年4月3日 -）は、カタールのサッカー選手。カタール・スターズリーグのアル・ライヤーンSC所属のFW。元カタール代表、元カタールU-17代表、元U-23代表。
2010年、アジア大会に出場、2ゴールを記録。
カタールスターズリーグ2012-2013シーズンでは8得点をあげたが、これはカタール出身選手に限ればハルファーン・イブラヒームに次ぐものである。
2010年のガルフカップでは、対イエメン戦で2ゴールを決める活躍を見せたが、2013年のガルフカップではゴールを決めることはできなかった。